# Of (město)
Of je město a okres (tur: İlçe) na severovýchodě Turecka na pobřeží Černého moře v provincii Trabzon, východně od provinčního hlavního města při ústí řeky Solaklı Çayı do Černého moře. Blízkými městečky jsou Sürmene, 14 km západně, a İyidere, 10 km východně. U sídla Kıyıcık 4 km dále na východ ústí řeka Baltacı Deresi.
Město bylo založeno v 19. století pod jménem Solaklı a později přejmenováno.
Oblast je bohatá na srážky, zalesněná, hornatá, s převažujícím zemědělstvím. Hlavním produktem je čaj.

## Doprava
Město Of leží při pobřežní evropské silnici E-97 mezi městy Trabzon a Rize.
Směrem na jih odbočuje vedlejší silnice D-915 údolím řeky Solaklı Çayı v Pontských horách do 90 km vzdáleného města Bayburt. Silnice byla postavena ruským vojskem v roce 1916. Ve střední části stoupá 29 krkolomnými serpentinami z nadmořské výšky 1712 m do průsmyku Soğanlı Geçidi (souřadnice: 40°31′41″ s. š., 40°13′55″ v. d.) ve výšce 2035 m na pouhých 5,1 km s průměrným stoupáním 6,3%.

## Sport
Město a okres mají od 90. let fotbalový klub Ofspor, který hraje převážně ve třetí nejvyšší turecké soutěži, dnešní TFF 2. Lig.

## Významné osobnosti
- Mehmet Yılmaz, turecký fotbalista v národním týmu
- Faruk Atalay, turecký fotbalista
- Yusuf Kurtuluş, turecký fotbalista
- Mehmet Ayaz, turecký fotbalista
- Burak Ayaz, turecký fotbalista